# بودنفلد
بودنفلد (به آلمانی: Bodenfelde) یک منطقهٔ مسکونی در آلمان است که در نورتایم واقع شده‌است. بودنفلد ۳٬۵۹۵ نفر جمعیت دارد.